# Kerry Greenwood
Kerry Greenwood, född 17 juni 1954 i Footscray, Victoria, död 26 mars 2025,
var en australiensisk advokat och författare som är känd för sina romaner och noveller om Phryne Fisher. Dessa har visats i TV-form i serien Miss Fisher's Murder Mysteries. Hon har även skrivit andra mysteriehistorier, science-fiction, fiktiva historiska berättelser, barnböcker samt pjäser.